# 摩爾多瓦未來黨
摩尔多瓦未来党（羅馬尼亞語：Partidul Viitorul Moldovei, PVM）是摩尔多瓦的一个左翼政党，由前总理瓦西里·塔尔列夫领导。摩尔多瓦未来党於2024年2月9日在成立於2022年8月27日的我们的布贾克（羅馬尼亞語：Bugeacul Nostru）的基础上成立。

## 歷史

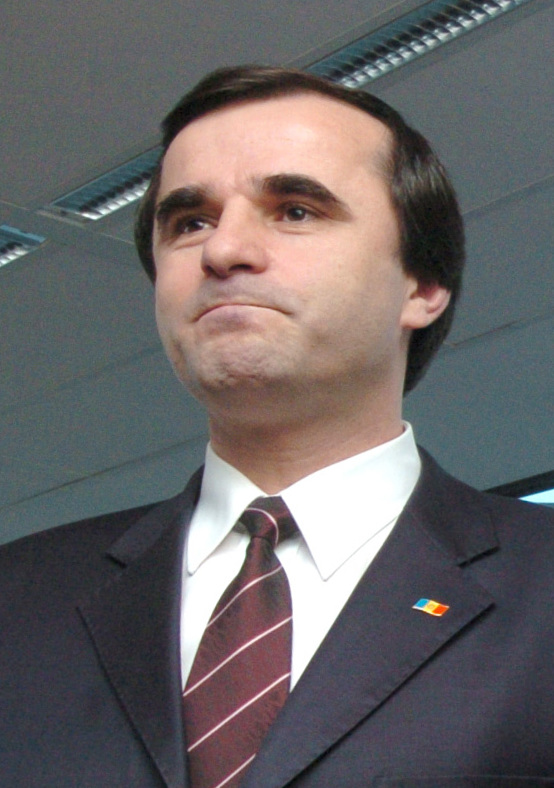
瓦西里·塔尔列夫自2024年2月9日起是摩爾多瓦未來黨的領導人，此前塔尔列夫亦曾領導摩爾多瓦中間派聯盟與復興黨 (摩爾多瓦)

### 背景
2001年至2008年，瓦西里·塔尔列夫在弗拉迪米尔·沃罗宁的总统任期内担任总理，並领导共产党人党政府。2008年3月，塔尔列夫辞任总理，並於同年9月27日成为反对党摩爾多瓦中間派聯盟的主席。 在摩尔多瓦中间派联盟於2009年4月與7月的國會选举接連失利後，塔尔列夫於同年11月19日宣佈退出摩尔多瓦中间派联盟與政坛，並表示将从事商业與科学工作。
2012年，塔尔列夫成为新成立的復興黨的联席主席。塔尔列夫在2014年摩尔多瓦议会选举中名列复兴党候选人名单之首，然而复兴党在該次选举中僅获得0.26%的选票。2016年8月，塔尔列夫再次宣佈退出政坛，並再次成為無黨籍人士。同年秋季，塔尔列夫试图以独立候选人身份竞选总统，但摩爾多瓦中央選舉委員會因塔尔列夫提交的文件之間存在矛盾而拒绝給予其候选人资格。

### 成立
摩尔多瓦未来党的法定前身是2022年8月27日成立、同年11月25日注册、基於加告兹的政黨我们的布贾克。我们的布贾克由2002年出任加告茲代理行政長官、1999年至2003年與2007年至2019年出任加告茲行政委員會第一副主席的瓦莱里·亚尼奥格洛领导。
2024年2月，塔尔列夫宣佈重返政坛。當月9日，我们的布贾克举行代表大会，決議更名为“摩尔多瓦未来党”，並選舉塔尔列夫为其党魁。代表大会也选举其领导层，並通过摩尔多瓦未来党的章程與纲领。摩尔多瓦未来党此後於同年3月22日在公共服務管理局正式註冊其新名称、章程與领导层，並於同年4月2日在新闻发布会上公开宣佈此事。

### 2024年總統選舉
2024年7月24日，摩尔多瓦未来党党魁塔尔列夫宣佈有意以無黨籍候选人的身分竞选总统。同年8月21日，塔尔列夫向中央选举委员会提交登記注册倡议小组所需的文件。中央选举委员会拒绝其首次申请，但塔尔列夫在同月31日以摩尔多瓦未来党的名义再次提交登記注册倡议小组所需的文件，並於9月18日得以獲正式登记为总统候选人。塔尔列夫在當年的總統選舉的首輪投票中获得3.19%的选票，並在次輪投票中呼吁投票反对競選連任的時任总统瑪雅·桑杜。

### 2025年議會選舉
塔尔列夫在2025年摩尔多瓦议会选举舉行前表示支持与社會主義者黨、共产党人党共同組建“为了摩尔多瓦”选举平台的倡议，並稱“只有反对派的团结才能确保摩尔多瓦共和国议会选举的公正”。摩爾多瓦未來黨於2025年7月29日正式與社會主義者黨、共和黨「摩爾多瓦之心」共同組成爱国选举集团。

## 意識形態
摩爾多瓦電台专家扬·特伯尔策（Ion Tăbârță）稱摩尔多瓦未来党“處於摩爾多瓦政壇的左翼，但有意吸引中右翼选民的选票”。摩尔多瓦未来党的政綱包括提振实体经济與支持国内生产商。在摩尔多瓦未来党成立的代表大会上，塔尔列夫表示自身“並不反对”摩尔多瓦“走上歐洲的道路”，但相信摩尔多瓦应该“處於符合国家利益的位置”。塔尔列夫担任摩尔多瓦俄罗斯之友小组主席，並在2024年的總統選舉中提出與俄罗斯保持友好關係的政綱。

## 批評
瓦西里·梅雷乌策（Vasile Mereuță）在2024年4月的新闻发布会上以摩尔多瓦未来党副主席的身分示人，但随后退出摩尔多瓦未来党，並於同年7月指责塔尔列夫是“伊蘭·紹爾的傀儡”，声称“塔尔列夫不想当总统，他只想收钱”。塔尔列夫則回应称自己“不认识也不记得”梅雷乌策。

## 總統選舉結果
| 选举年 | 候选人          | 首轮   | 首轮  | 首轮  | 次轮   | 次轮   | 次轮   | 參考資料 |
| 选举年 | 候选人          | 得票   | %     | 名次  | 得票   | %      | 名次   | 參考資料 |
| ------ | --------------- | ------ | ----- | ----- | ------ | ------ | ------ | -------- |
| 2024   | 瓦西里·塔尔列夫 | 49,316 | 3.19% | 第6名 | 不適用 | 不適用 | 不適用 | [ 24 ]   |